# Kanton Latour-de-France

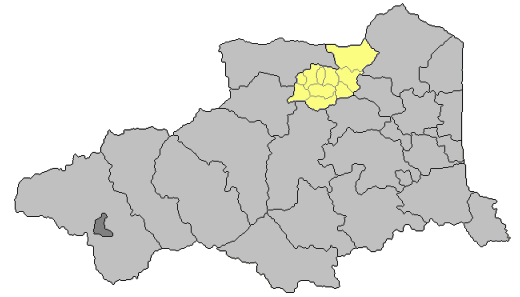
Lage im Département Pyrénées-Orientales

Der Kanton Latour-de-France war von 1790 bis 2015 ein französischer Wahlkreis im Arrondissement Perpignan, im Département Pyrénées-Orientales und in der Region Languedoc-Roussillon. Sein Hauptort war Latour-de-France.
Der Kanton war 173,98 km² groß und hatte 5200 Einwohner (Stand 1. Januar 2012), was einer Bevölkerungsdichte von 30 Einwohnern pro km² entsprach.

## Gemeinden
Der Kanton bestand aus zehn Gemeinden:
| Gemeinde         | Einwohner Jahr | Fläche km² | Bevölkerungsdichte | Code INSEE | Postleitzahl |
| ---------------- | -------------- | ---------- | ------------------ | ---------- | ------------ |
| Bélesta          | 227 (2013)     | 20,52      | 11 Einw./km²       | 66019      | 66720        |
| Caramany         | 148 (2013)     | 14         | 10 Einw./km²       | 66039      | 66720        |
| Cassagnes        | 257 (2013)     | 15,16      | 17 Einw./km²       | 66042      | 66720        |
| Estagel          | 2.025 (2013)   | 20,83      | 97 Einw./km²       | 66071      | 66310        |
| Lansac           | 110 (2013)     | 5,2        | 21 Einw./km²       | 66092      | 66720        |
| Latour-de-France | 1.059 (2013)   | 13,94      | 76 Einw./km²       | 66096      | 66720        |
| Montner          | 320 (2013)     | 10,98      | 29 Einw./km²       | 66118      | 66720        |
| Planèzes         | 108 (2013)     | 6,16       | 18 Einw./km²       | 66143      | 66720        |
| Rasiguères       | 172 (2013)     | 13,72      | 13 Einw./km²       | 66158      | 66720        |
| Tautavel         | 878 (2013)     | 53,47      | 16 Einw./km²       | 66205      | 66720        |

## Bevölkerungsentwicklung
| 1962  | 1968  | 1975  | 1982  | 1990  | 1999  | 2009  |
| ----- | ----- | ----- | ----- | ----- | ----- | ----- |
| 5.980 | 5.846 | 5.089 | 4.987 | 4.771 | 4.843 | 5.184 |